# Grevillea neurophylla
Grevillea neurophylla là một loài thực vật có hoa trong họ Quắn hoa. Loài này được Gand. miêu tả khoa học đầu tiên năm 1919.